# Rogas lateralis
Rogas lateralis är en stekelart som först beskrevs av Cameron 1905.  Rogas lateralis ingår i släktet Rogas och familjen bracksteklar. Inga underarter finns listade i Catalogue of Life.